# Classe Svetlana
La classe Svetlana est une classe de croiseurs légers construits pour la marine impériale russe dans les années 1910.
Leur construction fut interrompue à plusieurs reprises par la Première Guerre mondiale, la révolution russe et la guerre civile russe. Des quatre navires de la classe, seul le Svetlana fut mis en service par l'Union soviétique en tant que croiseur, les deux autres furent convertis en pétroliers et le dernier démoli sans être achevé.

## Contexte et conception
La Douma d'État avait précédemment approuvé la construction de cuirassés-dreadnought modernes, mais la marine manquait de croiseurs et de destroyers modernes. Plusieurs années après la commande des premiers cuirassés de la classe Gangut, la marine a finalement obtenu l'approbation d'une commande de quatre croiseurs légers dans le cadre du programme de construction navale 1912-1916, pour les navires capitaux et chef de flottilles des destroyers. Les travaux de conception débutèrent dès 1907, mais la marine fit face à plusieurs itérations entre des spécifications et des conceptions alternées entre ingénieurs. Au début de 1912, celle-ci organisa un concours de conception tablant sur un navire de 4 100 à 5 100 tonnes métriques, armé d'une douzaine de canons 130 mm/55 B7 Pattern 1913 (en), pour une vitesse de 30 nœuds et protégé par un blindage latéral. D'autres exigences importantes comprenaient une forte ressemblance avec les dreadnoughts en construction et la capacité de poser des mines. Face à l'impossibilité des demandes, la marina commanda aux chantiers navals de nouveaux modèles plus grands. En novembre, elle combina ainsi les chantiers navals Russo-Baltic et Putilov tablant sur un projet de navires de 6 700 tonnes métriques.
En février 1913, la marine dut détourner de l'argent des croiseurs pour payer les croiseurs de bataille de la classe Borodino et les chantiers navals convinrent de réduire le prix de la construction de 9 660 000 à 8 300 000 roubles, à l'exclusion des canons et des blindages, en échange d'une réduction de la vitesse à 29,5 nœuds (55 km/h). La marine commanda deux navires par chantier le 13 février. Des modifications tardives de la conception, notamment l'ajout de réservoirs anti-roulis Frahm et l'équipement d'un hydravion, ont ajouté plusieurs centaines de tonnes supplémentaires au déplacement du bâtiment.
Les navires de la classe déplaçaient 6 860 tonnes à charge normale, une longueur de flottaison de 158,4 m, un maître-bau de 15,3 m et un tirant d'eau moyen de 5,56 m. Ils étaient alimentés par quatre turbines à vapeur Curtis - AEG - Vulkan à engrenages, chacune entraînant un arbre d'hélice, utilisant la vapeur fournie par 13 chaudières Yarrow. Les turbines ont été conçues pour produire 50 000 chevaux-vapeur (37 000 kW), propulsant le navire à 29,5 nœuds (55 km/h). Les navires transportaient 1 186 tonnes de mazout et leur équipage se composait d'environ 630 officiers et hommes d'équipage.
L'augmentation de la taille des navires au cours du processus de conception a permis d'augmenter leur armement principal de 12 à 15 canons de type 1913 en montures simples. Six des 10 canons sur le pont principal étaient positionnés dans des casemates. Les canons avaient une portée de 15 364 mètres à une altitude de + 20 ° et tiraient des projectiles de 36,86 kilogrammes à une vitesse initiale de 823 m / s. La cadence de tir maximale était de huit coups par minute. Les navires étaient également armés de quatre canons antiaériens (AA) de calibre 38 de 63,3 mm, leur altitude maximale étant limitée à + 75 ° ; et deux tubes lance-torpilles immergés de 450 mm (17,7 pouces), avec une capacité d'import de 100 mines.
La ceinture blindée des croiseurs se composait d'un blindage de 3 pouces (76 mm), étendu sur toute la longueur de la coque en couvrant le pont inférieur jusqu'à 0,91 mètre sous la ligne de flottaison. Au-dessus, une virure blindée de 25 mm couvrait la zone entre les ponts inférieur et principal. Chaque ponts blindés se composaient d'un blindage d'épaisseur de 20 mm et les prises des cheminées étaient protégées par 20 millimètres de blindage. Les boucliers des canons étaient protégés par un blindage de 25 mm, et 76 mm pour les tourelles.

## Navires de la classe
| Nom                                      | En russe                           | Constructeur                                                     | Pose de la quille | Lancement        | Mise en service  | Sort                         |
| ---------------------------------------- | ---------------------------------- | ---------------------------------------------------------------- | ----------------- | ---------------- | ---------------- | ---------------------------- |
| Krasny Krym (ex-Svetlana, ex-Profintern) | Красный Крым, Светлана, Профинтерн | Chantier naval Russo-Baltic, Reval (maintenant Tallinn), Estonie | 7 décembre 1913   | 27 novembre 1915 | 1er juillet 1928 | Mis au rebut en juillet 1959 |
| SS Azneft (ex-Admiral Greig)             | Адмирал Грейг                      | Chantier naval Russo-Baltic, Reval (maintenant Tallinn), Estonie | 7 novembre 1913   | 9 décembre 1916  | 24 décembre 1926 |                              |
| Amiral Butakov                           | Адмирал Бутаков                    | Chantier naval de Putilov, Saint-Pétersbourg                     | 29 novembre 1913  | 5 août 1916      |                  | Inachevé et mis au rebut     |
| SS Grozneft (ex-Admiral Spiridov)        | Адмирал Спиридов                   | Chantier naval de Putilov, Saint-Pétersbourg                     | 29 novembre 1913  | 9 septembre 1916 | 24 décembre 1926 |                              |

## Historique
Le Svetlana et ses sisters-ship ont été évacués à Petrograd lorsque les Allemands se sont rapprochés de Reval à la fin de 1917, avant d'être abandonnés pendant la révolution d'Octobre. Le Svetlana est renommé Profintern par les Soviétiques en 1922, et ont retiré ses tubes lance-torpilles d'origine, remplacés par un seul tube de 533 mm à affût triple sur le pont principal. Le navire a été achevé en 1925, mais il a fallu plusieurs années de travail pour être pleinement opérationnel. Initialement affecté à la flotte de la Baltique, Profintern a été transféré dans la flotte de la mer Noire en 1929. Il fut largement révisé à la fin des années 1930 et son armement anti-aérien a été considérablement augmenté. Le navire a été renommé Krasnyi Krym à la fin de sa révision en 1939. Pendant la Seconde Guerre mondiale, il a soutenu les troupes soviétiques pendant le siège d'Odessa, le siège de Sébastopol et l'opération Kerch-Feodosiya pendant l'hiver 1941-1942. Le navire a été reclassé comme navire-école en 1945 et mis hors service en 1958 avant d'être mis au rebut en 1960.
L'Admiral Spiridov et l' Admiral Greig ont été convertis en pétroliers au cours des années 1920 et renommés respectivement Grozneft et Azneft. Ils ont ensuite été transférés en mer Noire où ce dernier navire fut victime d'une tempête à Touapsé le 23 décembre 1938. Ses amarres ayant rompus, le pétrolier s'échoua sur un brise lame et chavira. Le Grozneft a été renommé Groznyy en 1935 et capturé par les Allemands le 8 octobre 1941. Le navire a été sabordé à Marioupol le 20 septembre 1943 et renfloué après la guerre. Le Groznyy a été transféré de nouveau en mer Baltique en 1946. L'Admiral Butakov a été rebaptisé Voroshilov en 1928, mais n'a jamais été achevé. Sa coque a été utilisée comme brise-lames à l'embouchure de la Neva, à Saint-Pétersbourg, avant d'être mis au rebut en 1952.